# Estendard Negre
L'Estendard Negre (àrab: الراية السوداء, ar-Rāyat as-Sawdāʾ), també conegut com l'Estendard de l'Àliga (àrab: راية العقاب, Rāyat al-ʿUqāb) o, per antonomàsia, l'Estendard (àrab: الراية, ar-Rāya) és una de les banderes del profeta Muhàmmad segons la tradició islàmica. Va ser utilitzat històricament per Abu-Múslim en el seu aixecament que va conduir a la revolució abbàssida el 747 i, per tant, està associat en particular amb el Califat Abbàssida. També és un símbol en l'escatologia islàmica, que anuncia l'arribada del mahdí.
L'estendard negre s'ha utilitzat en l'islamisme i el gihad contemporani des de finals de 1990. S'utilitza comunament com la bandera de l'organització terrorista Estat Islàmic.

## Origen
Abans de l'islam, es van utilitzar els estendards, almenys en l'exèrcit romà, com símbol per identificar el nucli de la legió, les Àguiles romanes. A mitjan anys 600, els àrabs els utilitzaven amb el mateix propòsit. Entre els àrabs la raya era una bandera quadrada; no ha de confondre's amb el liwà o àlam, una marca d'identificació o símbol, com per exemple un turbant vermell.
La tradició islàmica estableix que els quraixites tenien un liwà negre i una raya blanca i negra. S'afirma, a més, que el profeta Muhàmmad posseïa un àlam en blanc conegut com l'«Àguila jove» (àrab: العقاب, al-ʿUqāb) i una raya en negre, que va dir que havia estat pensada per la seva esposa Àïxa bint Abi-Bakr; aquest estendard era més gran i era conegut com a l'«Àguila».
Segons un hadit, Muhammad va anunciar que l'arribada del mahdí s'indicaria mitjançant estendards negres procedents del Gran Khorasan i que seria la bandera de l'exèrcit que lluitaria contra el dajjal.
En la batalla de Siffín, segons la tradició, Alí ibn Abi-Tàlib va utilitzar el liwà blanc del Profeta, mentre que els que van lluitar contra ell van utilitzar banderes negres.

## Galeria

### Banderes negres

Bandera clàssica dels gihadistes
Bandera d'Al Qaeda a Irak
Bandera de l'Estat Islàmic i de l'Al-Xabab
Bandera de l'Emirat del Caucas
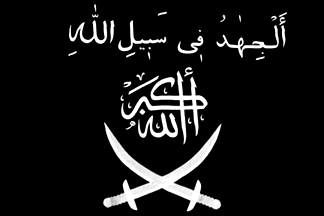
Bandera dels gihadistes del Caucas
Bandera del Jabhat Fateh al-Sham

### Banderes blanques

Bandera de la Gihad, usada pels gihadistes.
Bandera dels talibans amb la xahada
Bandera de l'Al-Xabab
Bandera del Batalló Verd